# Salix kangensis
Salix kangensis är en videväxtart som beskrevs av Takenoshin Nakai. Salix kangensis ingår i släktet viden, och familjen videväxter. Utöver nominatformen finns också underarten S. k. leiocarpa.